# Stazione di Travesio
Stazione di Travesio vasútállomás Olaszországban, Travesio településen.

## Vasútvonalak
Az állomást az alábbi vasútvonalak érintik:
- Sacile-Pinzano-vasútvonal

## Kapcsolódó állomások
A vasútállomáshoz az alábbi állomások vannak a legközelebb:
- Stazione di Meduno
- Stazione di Castelnovo